# Jacqueline Aglietta
 (mars 2020).
Pour les articles homonymes, voir Aglietta.
Jacqueline Aglietta, née Kocher le 23 décembre 1941, est une cheffe d'entreprise française, PDG et fondatrice de la société de mesure d'audience Médiamétrie. Elle a été l'épouse de l'économiste français Michel Aglietta.

## Formation et carrière
Jacqueline Aglietta est diplômée de l'École nationale de la statistique et de l'administration économique en 1965.
Elle commence sa carrière au Sofres comme statisticienne, puis rejoint le groupe BVA. En 1985, elle crée, en collaboration avec les chaines de média et les pouvoirs publics, le groupe Médiamétrie.